# نموذج المنفعة
نموذج المنفعة هو حق ملكية فكرية يماثل براءة الاختراع لحماية الاختراعات. هذا النوع من الحقوق متاح في العديد من البلدان، ولكن ليس في الولايات المتحدة، أو المملكة المتحدة أو كندا. على الرغم من أن نموذج المنفعة مشابه لبراءة الاختراع، إلا أنه أرخص في الحصول عليه والحفاظ عليه، وله مدة أقصر (تتراوح عادة بين 6 إلى 15 عامًا)، ووقت منح أقصر، ومتطلبات أقل صرامة فيما يتعلق بالحصول على براءة الاختراع. في بعض البلدان، لا يتاح هذا النموذج إلا لاختراعات في مجالات معينة من التكنولوجيا و/أو للمنتجات فقط. ويمكن وصف نماذج المنفعة بأنها براءات اختراع من الدرجة الثانية.
في حين لا توجد اتفاقية دولية تُلزم الدول بحماية نماذج المنفعة (على عكس حقوق المؤلف، والعلامات التجارية أو براءات الاختراع) ولا تخضع لاتفاقية الجوانب التجارية لحقوق الملكية الفكرية TRIPS، إلا أنها تخضع لاتفاقية باريس لحماية الملكية الصناعية، ما يعني أن الدول التي تحمي نماذج المنفعة يجب أن تلتزم بقواعد مثل المعاملة الوطنية والأولوية. نماذج المنفعة متاحة أيضًا (في البلدان التي لديها نظام نماذج المنفعة) من خلال معاهدة التعاون بشأن البراءات (PCT) لطلبات البراءات الدولية.
تبدأ الرموز النوعية لنماذج المنفعة بالأحرف U وY وZ للمستويات الأولى والثانية والثالثة من النشر، على التوالي..

## التعريف والمصطلحات
نموذج المنفعة هو حق استئثاري قانوني حصري يُمنح لفترة زمنية محدودة (ما يسمى بـ "المدة") مقابل أن يُقدّم المخترع تعليمات كافية لاختراعه لتمكين شخصٍ ذي مهارة عادية في المجال الفني ذي الصلة من تنفيذ الاختراع. الحقوق الممنوحة بموجب قوانين نماذج المنفعة مشابهة لتلك الممنوحة بموجب قوانين براءات الاختراع، ولكنها أكثر ملاءمة لما يمكن اعتباره "اختراعات تدريجية". وعلى وجه التحديد، فإن نموذج المنفعة هو "حق منع الآخرين، لفترة زمنية محدودة، من استخدام اختراع محمي تجارياً بدون إذنٍ من صاحب (أصحاب) الحق."
تندرج بعض المصطلحات مثل "براءة الاختراع الصغيرة"، و"براءة الاختراع الابتكارية"، و"براءات الاختراع قصيرة الأجل"، و"براءة بسيطة"، و"براءة صغيرة" عموماً ضمن تعريف "نموذج المنفعة". يُطلق على نموذج المنفعة في ألمانيا والنمسا "Gebrauchsmuster"، والذي أثر على بعض البلدان الأخرى مثل اليابان.

## متطلبات الحصول على منح
تشترط معظم الدول التي لديها قوانين لنماذج المنفعة أن يكون الاختراع جديداً. مع ذلك، فإن العديد من مكاتب البراءات أو نماذج المنفعة لا تُجري فحصاً جوهرياً وتكتفي بمنح نموذج المنفعة بعد التحقق من أن طلبات نماذج المنفعة تتوافق مع الاجراءات الشكلية. لهذا السبب يُطلق على عملية منح نموذج المنفعة أحيانًا ببساطة تسجيل نموذج المنفعة. علاوة على ذلك، تستثني بعض الدول مواضيع معينة من حماية نموذج المنفعة. على سبيل المثال، في بعض الدول، تُستثنى الطرق والأساليب (أي العمليات)، والمواد الكيميائية، والنباتات والحيوانات من حماية نموذج المنفعة.

### أستراليا
نص القانون في أستراليا على مِنَح نموذج المنفعة المعروف باسم براءة الاختراع المبتكرة، بين عامي 2001 و2021 وقد ألغي هذا القانون. من عام 1979 إلى 2001، كان هناك نظاماً مشابهاً باسم "براءة اختراع صغيرة". لكي تكون براءة الابتكار صالحة، يجب أن يكون الاختراع المُطالب به جديداً وينطوي على خطوة ابتكارية. سيفتقر الاختراع إلى الجِدّة إذا كُشف عنه بالفعل للجمهور من خلال النشر المسبق أو الاستخدام المسبق في أي مكان في العالم. لا يعتبر النشر خلال فترة "السماح/الامتياز" البالغة 12 شهراً قبل تاريخ الإيداع وتقديم طلب براءة الابتكار بموافقة مقدم الطلب جزءاً من المعرفة المسبقة لتقييم الجِدّة. من المفترض أن يكون شرط الخطوة الابتكارية شرطاً أقل من الخطوة الإبداعية والابتكارية المطلوبة للحصول على براءة اختراع عادية بموجب القانون الأسترالي. ينطوي الاختراع على خطوة ابتكارية إذا كانت هناك اختلافات بين الاختراع والمعرفة المسبقة، والتي تساهم بشكل كبير في عمل الاختراع.
تُمنح براءة الابتكار تلقائياً بعد التحقق من الشكليات دون فحصٍ موضوعيٍ أو جوهري، ومع ذلك، لا يمكن بدء إجراءات التعدي ما لم يُصادق على براءة الابتكار، ما يتطلب فحصاً موضوعياً وجوهرياً. لا يمكن الشروع في الفحص حتى تُمنح براءة الابتكار. تبلغ مدة براءات الاختراع الابتكارية ثماني سنوات كحدٍ أقصى شريطة دفع رسوم التجديد السنوية اعتبارًا من الذكرى السنوية الثانية لتاريخ التقديم والإيداع. تتاح براءات الابتكار للأشخاص خارج أستراليا، ولكن يجب تقديم عنوان خدمة أسترالي. يجب إعداد مواصفات براءة الابتكار بواسطة محامٍ براءات مُسجّل ما لم يقدّم الطلب باعتباره طلب اتفاقية أو طلب تقسيم. لا يمكن المضي في طلبات براءات الاختراع الابتكارية على أنها مرحلة وطنية من طلب براءة اختراع دولية (انظر معاهدة التعاون بشأن البراءات)، ولكن يمكن تقديمها بصورة طلب تقسيم فرعي من طلب براءة اختراع دولية مفتوحة للتفتيش العام.

### الاتحاد الأوروبي
عام 1997، اقترحت المفوضية الأوروبية موائمة وتوحيد قوانين نماذج المنفعة عبر جميع دول الاتحاد الأوروبي. وفي عام 1999، قدّم مقترحاً محدّثاً، لكن لم يتوصل الأعضاء إلى اتفاق، وفي عام 2006 سُحب المقترح.

## التوفر والأسماء
يمكن إعداد طلبات نماذج المنفعة وتقديمها في مكاتب براءات الاختراع المحلية في الدول التي تُتاح فيها حماية نماذج المنفعة.
يُبيّن الجدول أدناه قائمة بالدول التي تتمتع بحماية نماذج المنفعة تحت مسميات مختلفة، وذلك حتى مارس 2008.
| الدولة                                         | مدة الحماية                  | أقصى مدة                    | معاهدة التعاون بشأن البراءات المسار متاح | التحول من طلب البراءة |
| ألبانيا                                        | نموذج المنفعة                | 10 سنوات                    | نعم                                      | نعم                   |
| أنغولا                                         | نموذج منفعة                  | لا يوجد مدة محددة           | لا                                       | لا                    |
| الأرجنتين                                      | نموذج منفعة                  | 10 سنوات                    | لا                                       | نعم                   |
| المنظمة الإقليمية الإفريقية للملكية الفكرية(†) | نموذج منفعة                  | 8 سنوات                     | نعم                                      | نعم                   |
| أرمينيا                                        | نموذج منفعة                  | 10 سنوات                    | نعم                                      | نعم                   |
| Aruba                                          | براءة اختراع صغيرة           | 6 سنوات                     | لا                                       | نعم                   |
| أستراليا                                       | براءة اختراع ابتكارية        | 8 سنوات                     | غير محتمل إلا إضا كانت حسب التقسيم       | نعم                   |
| النمسا                                         | نموذج منفعة                  | 10 سنوات                    | نعم                                      | نعم حسب التقسيم       |
| أذربيجان                                       | نموذج منفعة                  | غير معلوم                   | نعم                                      | نعم                   |
| بيلاروس                                        | نموذج منفعة                  | 8 سنوات                     | نعم                                      | غير معلوم             |
| بليز                                           | نموذج منفعة                  | 7 سنوات                     | نعم                                      | نعم                   |
| بوليفيا                                        | نموذج منفعة                  | 10 سنوات                    | لا                                       | غير معلوم             |
| بوتسوانا                                       | نموذج منفعة                  | 7 سنوات                     | نعم                                      | غير معلوم             |
| البرازيل                                       | نموذج منفعة                  | 15 سنة                      | نعم                                      | محتمل                 |
| بلغاريا                                        | نموذج منفعة                  | 10 سنوات                    | نعم                                      | محتمل                 |
| تشيلي                                          | نموذج منفعة                  | 10 سنوات                    | لا                                       | نعم[بحاجة لمصدر]      |
| الصين                                          | نموذج منفعة براءة اختراع     | 10 سنوات                    | نعم                                      | نعم                   |
| كولومبيا                                       | نموذج منفعة                  | 10 سنوات                    | نعم                                      | محتمل حسب التقسيم     |
| كوستاريكا                                      | نموذج منفعة                  | 12 سنة                      | نعم                                      | نعم                   |
| جمهورية التشيك                                 | نموذج منفعة                  | 10 سنوات                    | نعم                                      | نعم حسب التقسيم       |
| الدنمارك                                       | نموذج منفعة                  | 10 سنوات                    | نعم                                      | نعم حسب التقسيم       |
| الإكوادور                                      | نموذج منفعة                  | 10 سنوات                    | نعم                                      | نعم حسب التقسيم       |
| إستونيا                                        | نموذج منفعة                  | 10 سنوات                    | نعم                                      | نعم                   |
| إثيوبيا                                        | نموذج منفعة                  | 10 سنوات                    | لا                                       | نعم                   |
| فنلندا                                         | نموذج منفعة                  | 10 سنوات                    | نعم                                      | نعم                   |
| فرنسا                                          | شهادة منفعة [غير معروفة]     | 6 سنوات                     | لا                                       | نعم                   |
| جورجيا                                         | نموذج منفعة                  | 8 سنوات                     | نعم                                      | نعم                   |
| ألمانيا                                        | نموذج منفعة                  | 10 سنوات                    | نعم                                      | نعم                   |
| غانا                                           | نموذج منفعة                  | 7 سنوات                     | نعم                                      | نعم                   |
| اليونان                                        | نموذج منفعة                  | 7 سنوات                     | لا                                       | نعم                   |
| غواتيمالا                                      | نموذج منفعة                  | 10 سنوات                    | نعم                                      | نعم                   |
| هندوراس                                        | نموذج منفعة                  | 15 سنة                      | نعم                                      | غير معلوم             |
| المجر                                          | نموذج منفعة                  | 10 سنوات                    | نعم                                      | نعم                   |
| إندونيسيا                                      | براءة اختراع بسيطة           | 10 سنوات                    | نعم                                      | نعم (No°)             |
| جزيرة أيرلندا                                  | براءة قصيرة المدى            | 10 سنوات                    | لا                                       | نعم                   |
| إيطاليا                                        | نموذج منفعة                  | 10 سنوات                    | لا                                       | نعم                   |
| اليابان                                        | نموذج منفعة                  | 10 – 15 سنوات               | نعم                                      | نعم                   |
| كازاخستان                                      | نموذج منفعة                  | 8 سنوات                     | نعم                                      | نعم                   |
| كينيا                                          | نموذج منفعة                  | 10 سنوات (من تاريخ التسجيل) | نعم                                      | نعم                   |
| كوريا الجنوبية                                 | براءة اختراع منفعة           | 10 سنوات                    | نعم                                      | نعم                   |
| الكويت                                         | نموذج منفعة                  | 7 سنوات                     | لا                                       | غير معلوم             |
| قرغيزستان                                      | نموذج منفعة                  | غير معلوم                   | نعم                                      | غير معلوم             |
| لاوس                                           | براءة اختراع صغيرة           | 7 سنوات                     | لا                                       | غير معلوم             |
| ليسوتو                                         | نموذج منفعة                  | 7 سنوات                     | نعم                                      | نعم                   |
| ماكاو                                          | نموذج منفعة                  | غير معلوم                   | لا                                       | غير معلوم             |
| ماليزيا                                        | ابتكار منفعة                 | 20 years                    | ليست مباشرة (+)                          | نعم                   |
| المكسيك                                        | نموذج منفعة                  | 10 سنوات                    | نعم                                      | نعم.                  |
| مولدوفا                                        | نموذج منفعة                  | غير معلوم                   | نعم                                      | محتمل                 |
| موزمبيق                                        | نموذج منفعة                  | غير معلوم                   | نعم                                      | محتمل                 |
| هولندا                                         | براءة اختراع قصيرة المدى (*) | 6 سنوات                     | لا                                       | غير معلوم             |
| نيكاراغوا                                      | نموذج منفعة                  | غير معلوم                   | نعم                                      | محتمل                 |
| المنظمة الأفريقية للملكية الفكرية(‡)           | نموذج منفعة                  | 8 سنوات                     | نعم                                      | غير محتمل             |
| بنما                                           | نموذج منفعة                  | 10 سنوات                    | لا                                       | غير معلوم             |
| بيرو                                           | نموذج منفعة براءة اختراع     | 5 سنوات                     | لا                                       | نعم                   |
| الفلبين                                        | نموذج منفعة                  | 7 سنوات                     | نعم                                      | نعم                   |
| بولندا                                         | نموذج منفعة                  | 10 سنوات                    | نعم                                      | نعم                   |
| البرتغال                                       | نموذج منفعة                  | 6–10 سنوات                  | نعم                                      | نعم                   |
| روسيا                                          | نموذج منفعة                  | 10 سنوات                    | نعم                                      | نعم                   |
| سيراليون                                       | نموذج منفعة                  | 7 سنوات                     | نعم                                      | نعم                   |
| سلوفاكيا                                       | نموذج منفعة                  | 10 سنوات                    | نعم                                      | نعم                   |
| سلوفينيا                                       | براءة اختراع قصيرة المدى     | 10 سنوات                    | نعم                                      | محتمل                 |
| جنوب إفريقيا                                   | تصميم وظيفي                  | 10 سنوات                    | لا                                       | لا                    |
| إسبانيا                                        | نموذج منفعة                  | 10 سنوات                    | نعم                                      | نعم                   |
| تايوان                                         | نموذج منفعة                  | 10 سنوات                    | لا                                       | نعم                   |
| طاجيكستان                                      | نموذج منفعة                  | 9 سنوات                     | نعم                                      | محتمل                 |
| منطقة طنجة الدولية                             | نموذج منفعة                  | 10 سنوات                    | لا                                       | غير معلوم             |
| تايلاند                                        | براءة اختراع صغيرة           | 10 سنوات                    | نعم                                      | نعم                   |
| تونغا                                          | نموذج منفعة                  | 7 سنوات                     | لا                                       | لا                    |
| ترينيداد وتوباغو                               | شهادة منفعة                  | 10 سنوات                    | نعم                                      | غير معلوم             |
| تركيا                                          | نموذج منفعة                  | 10 سنوات                    | نعم                                      | نعم                   |
| أوغندا                                         | شهادة منفعة                  | 7 سنوات                     | لا                                       | نعم                   |
| أوكرانيا                                       | نموذج منفعة                  | 8 سنوات                     | نعم                                      | نعم                   |
| الإمارات العربية المتحدة                       | نموذج منفعة                  | 10 سنوات                    | نعم                                      | غير معلوم             |
| الأوروغواي                                     | نموذج منفعة براءة اختراع     | 10 سنوات                    | لا                                       | نعم                   |
| أوزبكستان                                      | نموذج منفعة                  | 8 سنوات                     | نعم                                      | محتمل                 |
| فنزويلا                                        | نموذج منفعة                  | 10 سنوات                    | لا                                       | نعم                   |
| فيتنام                                         | نموذج منفعة                  | 6 سنوات                     | نعم                                      | نعم                   |

(†) الدول الأعضاء في المنظمة الإقليمية الإفريقية للملكية الفكرية (اتفاقية لوساكا) هي: بوتسوانا، غامبيا، غانا، كينيا، ليسوتو، ليبيريا، مالاوي، موزمبيق، ناميبيا، رواندا، سيراليون، الصومال، السودان، إسواتيني، تنزانيا، أوغندا، زامبيا and زيمبابوي.

(*) توقّف منح براءة الاختراع الهولندية قصيرة الأجل منذ 5 يونيو 2008.

(+) لا يمكن تقديم طلب الابتكار الماليزي للمنفعة مباشرة من خلال معاهدة التعاون بشأن البراءات، ولكن يمكن تحويله من طلب براءة اختراع في المرحلة الوطنية.

(‡) الدول الأعضاء في OAPI هي: بنين، بوركينا فاسو، الكاميرون، جمهورية إفريقيا الوسطى، تشاد، جزر القمر، جمهورية الكونغو، ساحل العاج، غينيا الاستوائية، الغابون، غينيا، غينيا بيساو، مالي، موريتانيا، النيجر، السنغال، توغو.

(°) لم يعد ذلك ممكنًا بالنسبة للطلبات المستمدة من معاهدة التعاون بشأن البراءات، اعتبارًا من 28/12/2018 [المادة 46 (2) من اللائحة الوزارية رقم 38 لسنة 2018]، بما في ذلك أي طلبات براءات اختراع معلقة في ذلك التاريخ.